# 実名の登録
実名の登録（じつめいのとうろく。単に実名登録とも）とは日本の著作権法第75条に規定されている制度で、実名を名乗らずに著作物を発表した著作者が、その実名を登録することができるという制度である。著作権の登録制度のひとつ。実名を名乗らずに著作物を発表した場合には、実名を名乗った場合よりも著作権の保護期間が短くなるが、実名を登録すれば実名を名乗った場合と同じ期間、保護を受けることができる。

## 概要
著作者（著作物を創作した人）はその著作物を公表する際に、実名を名乗ってもよいし、ペンネームなどの変名を用いてもよい。さらには、著作者名を表示せずに無名で公表することを選んでもよい。このように、公表の際に好きな名前を表示できるという権利を氏名表示権と呼ぶ。ただ、変名や無名で著作物を公表した場合には、それが実際は誰であるのかということが分かりにくく、著作者の所在が知れないということが起こりやすい。
そこで、著作権の保護期間は原則としては著作者の死後70年間であるが、変名や無名で公表された著作物に関しては、その著作者の生死を知るのが困難であるという理由から、著作物の公表後70年間とされている（52条1項）。
これにより、ある人が20歳で著作物を発表して95歳で亡くなったという例で考えると、実名で公表した場合には死後70年間保護される、すなわち公表後145年間保護されるのに対し、変名や無名で公表した場合には生存中の90歳の時点で著作権の保護期間が満了してしまうことになる。
そこで、一方では著作者の氏名表示権を尊重しつつも、一方では保護期間の短縮というデメリットを回避するために設けられたのが実名の登録という制度である。
実名を登録しておけば、変名や無名で公表された場合でも、実名で公表された場合と同程度には著作者の生死を知ることが容易であるため、ことさらに不利に扱うことも無くなり、著作権は死後70年間保護されることになる。
実名の登録を行うことができるのは、「無名又は変名で公表された著作物の著作者」と、著作者が「その遺言で指定する者」である（75条1項、2項）。登録に際しては、戸籍謄本又は抄本や住民票の写しなどの実名を証明する資料を提出する必要がある（著作権法施行令27条）。
登録は文化庁長官が著作権登録原簿に記載して行われ、その旨は官報で告示される。そして、誰でも登録原簿の閲覧等を請求することができる（著作権法78条1項乃至4項）。
ただし、実名の登録の申請の際には書面による形式的な審査しか行われないため、不動産登記同様、登録には公信力はないとされている。

## 実名の登録の効果
実名の登録には次の三つの効果が定められている。

### 著作者の推定
実名又は変名として周知のものが著作者名として通常の方法により表示されていると、その著作物の著作者と推定される（14条）が、無名で公表した場合にはこのような推定は働かない。
しかし75条3項に「実名の登録がされている者は、当該登録に係る著作物の著作者と推定する。」とあることから、実名の登録をすることにより、無名で公表した場合にも著作者と推定されることになる。
なお推定とは、それを覆す証拠が出てくるまではそのように扱うという意味である。
実名の登録により著作者が推定されるということは、Aが実名の登録をしている著作物についてBとの間で著作者はどちらであるかという紛争が生じた場合には、Bがその推定を覆すための立証の負担を負うということになる。

### 保護期間の延長
既に述べてきたとおり、実名の登録を行う主要な目的は、無名又は変名で公表した場合でも、実名で公表した場合と同様に、著作物が著作者の死後70年間保護されるためである。
従って、実名の登録があった場合には52条1項の適用が除外され（52条2項2号）、著作者の死後70年間保護される（→権利の所在が不明な著作物も参照）。

### 発行者による著作権行使の排除
無名又は変名の著作物の発行者は、その著作物の著作者又は著作権者のために、自己の名をもって差止請求や損害賠償請求などを行うことができるとされている（118条1項本文）が、実名の登録をするとこれを排除することができる（同項但書）。

## 抹消登録請求
真の著作者ではない人物が著作者として実名登録されている場合に、真の著作者や著作権者がその登録の抹消を請求できるかという点が争われた事件（東京高等裁判所平成9年8月28日判決、判例時報1625号96頁）で、裁判所は、
「無名又は変名で公表された著作物について著作者でない者のために実名の登録がされている場合、真の著作者は、その著作者としての人格権に基づき、真実に反する実名の登録の抹消を請求することができる。」
として真の著作者に抹消登録請求権を認めたうえで、さらに次のように述べて著作権者にも同様の請求権を認めている。
「実名登録がされると、著作権法118条1項本文の規定により無名又は変名の著作物の発行者に認められる著作者又は著作権者のために自己の名をもってその権利を行使することが、同項ただし書の規定により許されなくなり、著作権法75条3項の規定により、実名登録がされている者が著作者と推定さるから、当該著作物の著作権者は、実名登録の存在により、発行者名義による差止め等の権利行使に当たり、それが許されるかどうかの点が問題とされ、自己名義による実名登録者及び第三者に対する権利行使並びに実名登録者からの権利行使においても、自己に著作権が帰属すること又は実名登録者に著作権が帰属しないことの立証につきより重い負担を負うことになるなど、円満な著作権行使を法律上、事実上制約されることになる。したがって、著作権者は、その有する著作物について真実の著作者以外の第三者がその者を著作者とする実名登録をした場合には、その第三者に対して、当該実名登録の抹消登録手続を求めることができる」